# イッテルビー
イッテルビー (Ytterby [ˈʏtːərˌbyː]) はスウェーデンのスウェーデン群島、ヴァクスホルム近郊に位置する村である。人口は詳しい調査が行われていないため不明だが、廃村にはなっておらず、居住者は存在する。なおスウェーデン語 y はフランス語 u やドイツ語 ü に近い音で、スウェーデン語発音は「ユッテルビュー」に近い発音である。

## 希土類元素の発見
希土類元素発見の歴史において重要な役割を果たしてきた。ガドリン石が発見された採石場があることで知られ、この鉱物からはエルビウム (Erbium, Er)、テルビウム (Terbium, Tb)、イッテルビウム (Ytterbium, Yb)、イットリウム (Yttrium, Y) といった元素が分離されたほか、ガドリニウム（ヨハン・ガドリンにちなむ）、ホルミウム（ストックホルムのラテン語名から）、ツリウム（北欧諸国を意味する古いラテン語トゥーレから）など、多くの希土類元素がここで発見されている。

### 鉱物の発見者と発見時期
- イットリウム - 1794年にフィンランド人化学者のヨハン・ガドリンが発見。
- テルビウム - 1843年にスイス人化学者のカール・グスタフ・モサンデル (Carl Gustaf Mosander)が発見。
- エルビウム - 1843年にスイス人化学者のカール・グスタフ・モサンデルが発見。
- イッテルビウム - 1878年にスイス人化学者ジャン・マリニャック が発見。
- ツリウム - 1879年にスウェーデン化学者のペール・テオドール・クレーベが発見。
- ホルミウム - 1879年にスイス人化学者マーク・ドラフォンテーヌとジャック・ルイ・ソレ (Jacques-Louis Soret) らの研究チームとペール・テオドール・クレーベとが別々に発見。ホルミウムと命名したのはペール・テオドール・クレーベである。

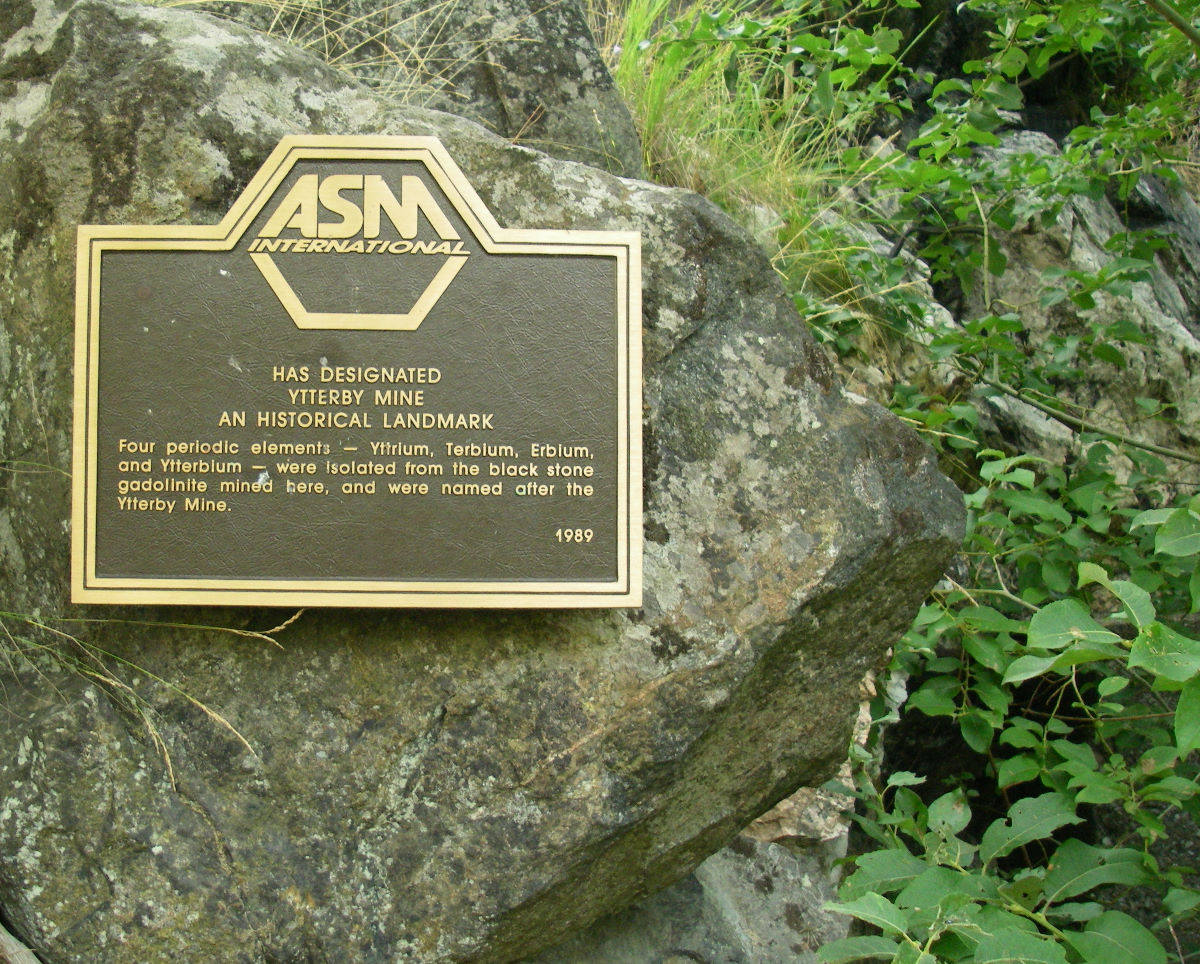
イッテルビー鉱山の入り口にある、ASMインターナショナルによる銘板